# Temple d'Afrodita Euplea
El Temple d'Afrodita Euplea, conegut també com a Temple d'Afrodita Cnídia, fou un antic temple grec consagrat a Afrodita a l'antiga ciutat de Cnidos, a Àsia Menor, a l'actual Turquia.
Afrodita Euplea vol dir ‘Afrodita del bon viatge’, i aquest era el seu nom en la seua condició de dea de la mar, un aspecte molt popular entre els mariners.

## Història
El Temple d'Afrodita Euplea estava dedicat a la dea patrona de Cnidos. es va construït a la fi del període clàssic, a mitjan segle iii abans de la nostra era. El temple es va fer per a una famosa escultura d'Afrodita, Afrodita de Cnidos, esculpida per Praxíteles. Els cnidis compraren l'escultura després que els habitants de Cos l'havien rebutjada perquè representava la dea nua. A Cnidos, es va convertir en una de les obres d'art més famoses del món antic.

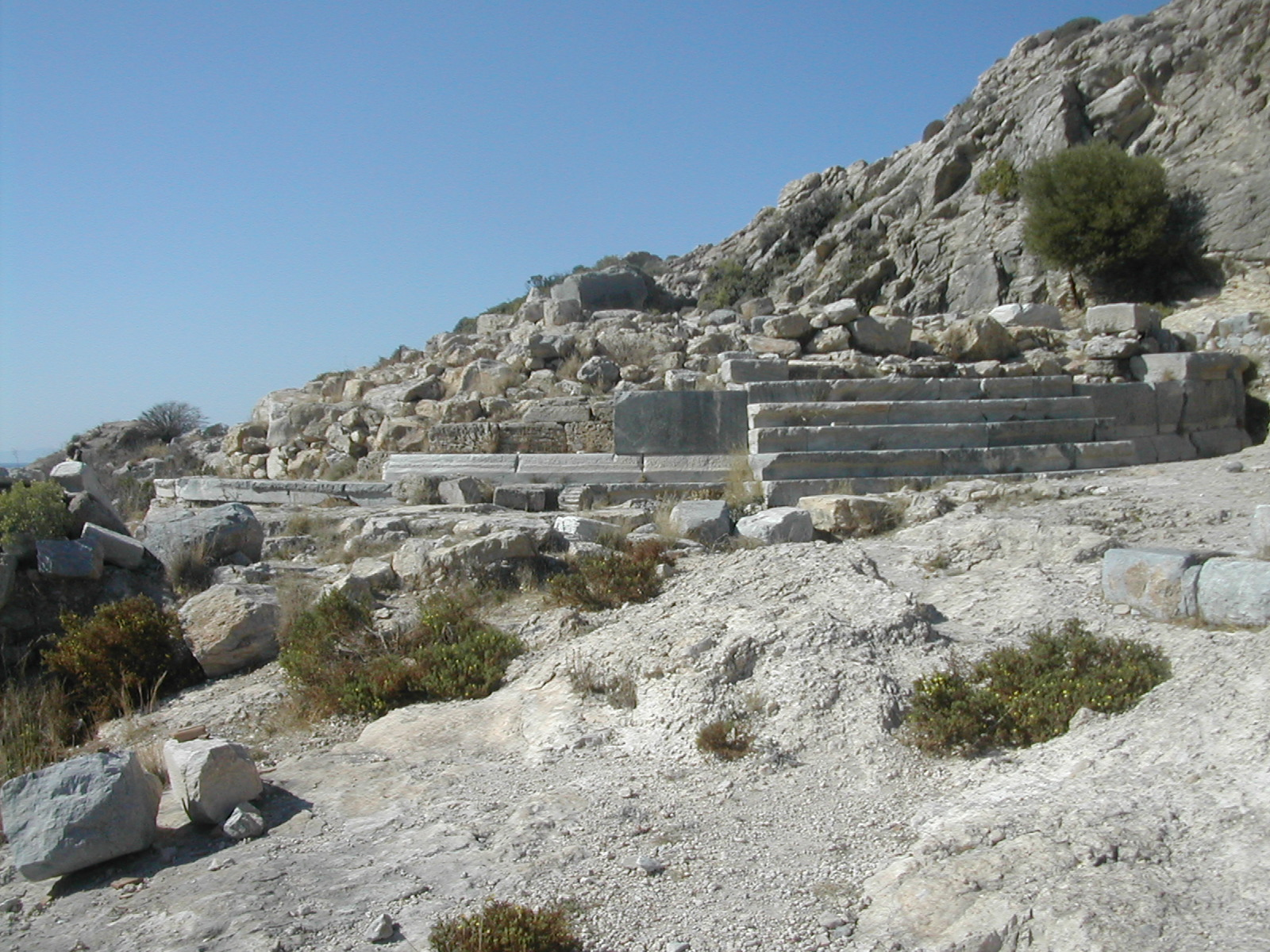
Pedestal del Temple d'Afrodita

Els cnidis anomenaven a Afrodita Euplea. Altres dos temples estaven també dedicats a Afrodita a la ciutat, un amb l'epítet de Dorítide i l'altre amb el d'Acrea.

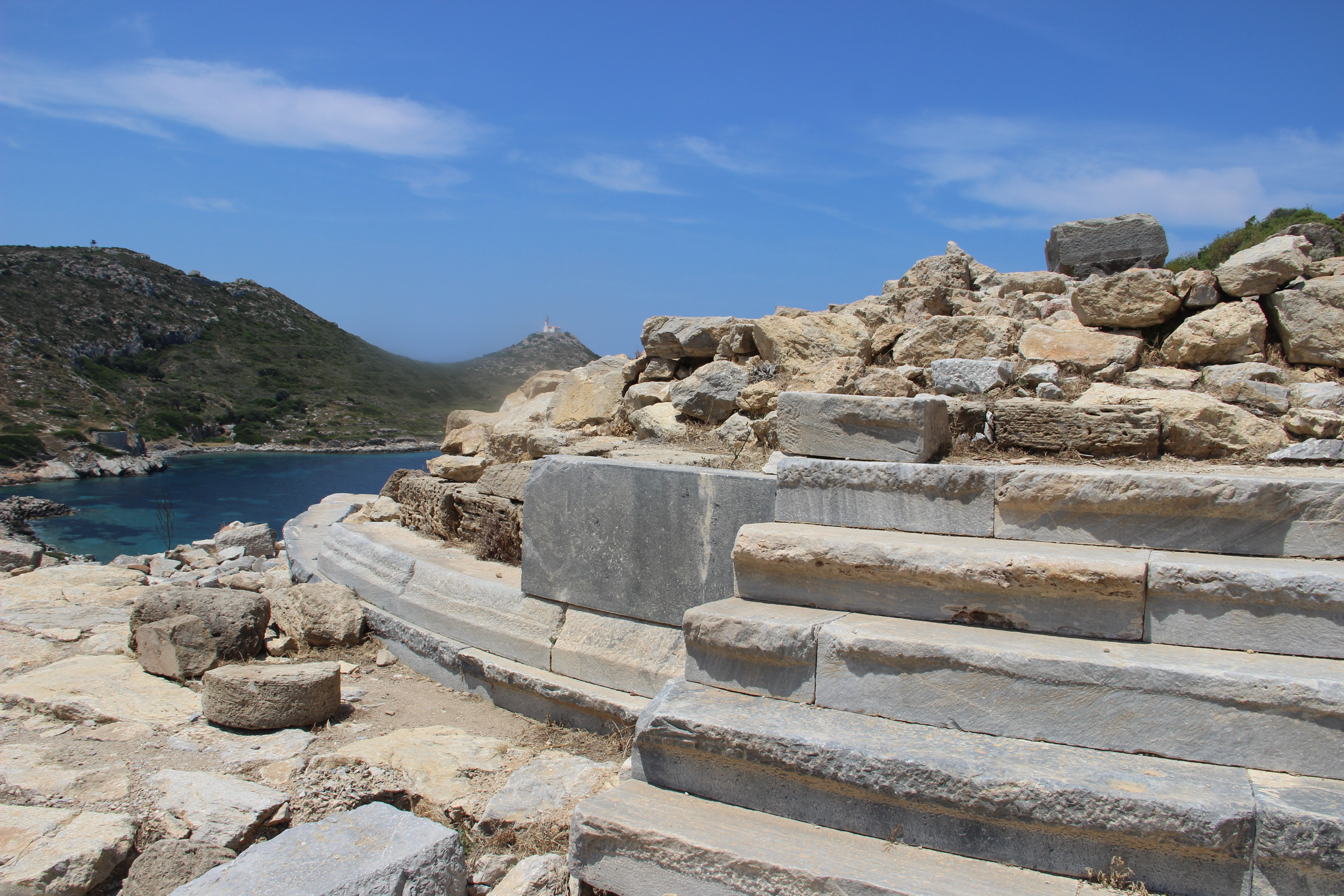
Pedestal i escalinata del temple

El temple va ser renovat en algun moment. L'escultura de Praxíteles va romandre en el temple fins que la traslladaren a Constantinoble, on va ser destruïda per un incendi. Les ruïnes del temple foren descobertes per l'arqueòloga estatunidenca Iris Love el 1969. Love, com molts altres estudiosos, interpreta que el temple estava dedicat a Afrodita. N'hi ha altres que pensen que era dedicat a Atena.

## Descripció
Estava situat en un turó al nord-oest del recinte emmurallat de Cnidos, on es trobaven els principals santuaris de la ciutat. L'edifici era un temple monòpter obert, de l'estil dòric, flanquejat per 18 columnes. També emprava l'estil corinti, en les columnes de l'interior o com a resultat d'alguna modificació posterior. Es va construir amb pedra calcària, gres i marbre. L'únic que en resta és el sòcol de marbre.
L'Afrodita de Cnidos del temple era de marbre i representava la dea de l'amor nua. Curiosament, el temple també tenia portes a la part posterior i l'estàtua no era al final del naos, sinó al bell mig del temple circular. L'arquitectura del temple permetia veure l'estàtua des de tots els angles.
L'altar del temple estava situat, com és típic, al seu costat oriental, en què hi havia una escala que conduïa al basament del temple. A la banda oest del hi havia un  tresor, un altar dedicat a Atena i un santuari de base rectangular. El temple estava envoltat per un tèmenos. A l'est hi havia un jardí dedicat a Afrodita, descrit per Pseudo-Llucià.
A l'esplanada inferior, al sud del Temple d'Afrodita, hi havia el Temple d'Apol·lo Carneos.